# Brad Kavanagh
Brad Lewis Kavanagh (nacido el 21 de agosto de 1992, Cumbria, Inglaterra) es un actor y cantautor inglés, más conocido por coprotagonizar a Fabian Rutter en la serie estadounidense de Nickelodeon, House of Anubis

## Televisión
- A los 11 años apareció en la obra "Billy Eliot"
- En 2008, presentó junto a Samantha Dorrance la competencia de talentos "My School Musical" en el Reino Unido y en ese mismo año fue nominado a un BAFTA para niños por el talento revelación del año.
- Apareció en la versión de 2008 de los Disney Channel Games en el equipo Los Ciclones.
- En 2009 sigue en Disney Channel, ahora presentando "Undercover Coach". Presentó la premier de la película Jonas Brothers: The 3D Concert Experience en el Reino Unido. Fue juez en el concurso "Hannah-Oke", donde familias cantaban canciones de Hannah Montana. También apareció en la miniserie "Pasa el plato".
- En 2010 comenzó a grabar con Nickelodeon la serie House of Anubis, interpretando a Fabian Rutter participando en las tres temporadas.
- Él es el cantante líder de su banda "The Fusion Dukes".
- Vocalista en su banda "FLYNT"
- Sus actores favoritos son Tom Cruise y Andrew Garfield

## Música
| Año       | Título                           | Notas                                                               |  |
| --------- | -------------------------------- | ------------------------------------------------------------------- |  |
| 2007-2008 | "As the Bell Rings"              | Escrita para la versión inglesa de As the Bell Rings.               |  |
| 2008      | "Right Time"                     |                                                                     |  |
| 2008      | "Here I Am"                      | Versión de la canción de la película Camp Rock.                     |  |
| 2012      | "Whe Shall Overcome"             | Con la participación de Tasie Lawrence                              |  |
| 2012      | "You I See"                      |                                                                     |  |
| 2012      | "Waiting On The World To Change" |                                                                     |  |
| 2012      | "Haven't Met You Yet"            | Versión de la canción «Haven't Met You Yet» de Michael Buble        |  |
| 2012      | "Be Mine Tonight"                |                                                                     |  |
| 2012      | "Vultures"                       | Versión de la canción «Vultures» de John Mayer                      |  |
| 2012      | "Dynamite"                       |                                                                     |  |
| 2012      | "Heartbrake Warfare"             | Versión de la canción «Heartbrake Warfare» de John Mayer            |  |
| 2012      | "Rose Garden"                    | Versión de la canción «Rose Garden» de Nick Jonas                   |  |
| 2012      | "I Wish"                         | Versión de la canción «I Wish» de Cher Lloyd                        |  |
| 2012      | "Lego House"                     | Versión de la canción «Lego House» de Ed Sheeran                    |  |
| 2013      | "One In A Million"               |                                                                     |  |
| 2013      | "Window"                         |                                                                     |  |
| 2013      | "On My Mind"                     |                                                                     |  |
| 2013      | "Right There"                    | Versión de la canción «Right There» de Ariana Grande                |  |
| 2013      | "Say Something"                  | Con la participación de Laura Zocca                                 |  |
| 2013      | "I See Fire"                     | Versión de la canción «I See Fire» de Ed Sheeran                    |  |
| 2013      | "Street Lights"                  |                                                                     |  |
| 2013      | "Roar"                           | Versión de la canción «Roar» de Katy Perry                          |  |
| 2013      | "Story Of My Life"               | Versión de la canción «Story Of My Life» de One Direction           |  |
| 2013      | "Diana"                          | Versión de la canción «Diana» de One Direction                      |  |
| 2013      | "Heartbreaker"                   | Versión de la canción «Heartbreaker» de Justin Bieber               |  |
| 2014      | "Happy"                          | Versión de la canción «Happy» de Pharrell Williams                  |  |
| 2014      | "She Looks so Perfect"           | Versión de la canción «She Looks so Perfect» de 5 Seconds of Summer |  |
| 2014      | "Money on my mind"               | Versión de la canción "Money on my mind" de Sam Smith               |  |
| 2014      | "All of me"                      | Versión de la canción "All of me" de John Legend                    |  |
| 2014      | "Stay With Me"                   | Versión de la canción "Stay With Me" de Sam Smith                   |  |
| 2014      | "The Man"                        | Versión de la canción "The Man" de Aloe Blacc                       |  |
| 2014      | "Sing"                           | Versión de la canción "Sing" de Ed Sheeran                          |  |
| 2014      | "Me and My Broken Heart"         | Versión de la canción "Me and My Broken Heart" de Rixton            |  |
| 2014      | "She's Got a Hold on Me"         | Live Performance at Showcase Live 2014 (4/14/14)                    |  |
| 2014      | "Not a Bad Thing"                | Versión de la canción "Not a Bad Thing" de Justin Timberlake        |  |
| 2014      | "You & I"                        | Versión de la canción "You & I" de One Direction                    |  |
| 2014      | "Problem"                        | Versión de la canción "Problem" de Ariana Grande                    |  |
| 2014      | "I Will Never Let You Down"      | Versión de la canción "I Will Never Let You Down" de Rita Ora       |  |
| 2014      | "Good Kisser"                    | Versión de la canción "Good Kisser" de Usher                        |  |
| 2014      | "Treasure"                       | Versión de la canción "Treasure" de Bruno Mars                      |  |
| 2014      | "Rude"                           | Versión de la canción "Rude" de Magic!                              |  |
| 2014      | "I'm Not the Only One"           | Versión de la canción "I'm Not the Only One" de Sam Smith           |  |
| 2014      | "Fireproof"                      | Versión de la canción "Fireproof" de One Direction                  |  |
| 2014      | "Blame"                          | Versión de la canción "Blame" de Calvin Harris feat John Newman     |  |
| 2015      | "Sleeping With The Light On"     |                                                                     |  |
| 2015      | "Shoot Me Down"                  |                                                                     |  |
| 2017      | "Julia"                          | Sencillo original de su banda FLYNT                                 |  |
| 2017      | "Same Again"                     | Sencillo original de su banda FLYNT                                 |  |
| 2018      | "Anyway"                         | Sencillo original de su banda FLYNT                                 |  |
| 2018      | "Another Guy"                    | Sencillo original de su banda FLYNT                                 |  |
| 2018      | "Honey"                          | Sencillo original de su banda FLYNT                                 |  |

## Filmografía
| Año       | Título            | Papel         | Notas                                                |
| --------- | ----------------- | ------------- | ---------------------------------------------------- |
| 2007-2008 | As the Bell Rings | Dylan         | Secundario (A partir de la segunda temporada, ep. 9) |
| 2009      | Pass the Plate    | Él mismo      | 1 episodio                                           |
| 2009      | Life Bites        | Brad          | 4 episodios                                          |
| 2011      | Dani's House      | Marco         | 1 episodio                                           |
| 2011–2013 | House of Anubis   | Fabian Rutter | Protagonista                                         |
| 2015      | Dani's Castle     | Tim           | 1 episodio                                           |

## Premios y nominaciones
| Año  | Premiación                         | Categoría                      | Trabajo               | Resultado |
| ---- | ---------------------------------- | ------------------------------ | --------------------- | --------- |
| 2008 | Premios BAFTA Infantiles           | Talento Revelación             | Disney Channel Talent | Nominado  |
| 2012 | Nickelodeon UK Kids' Choice Awards | Actor Favorito del Reino Unido | House of Anubis       | Nominado  |